# União Marambaia e Juventude Esporte Clube
União Marambaia e Juventude Esporte Clube, mais conhecido como UMJEC,[carece de fontes?] é um clube brasileiro de futebol da cidade de Bonito, no estado de Mato Grosso do Sul, registado no Cadastro Nacional da Pessoa Jurídica com o número 07.824.224/0001-67 .
O clube disputou o Campeonato Sul-Mato-Grossense de Futebol de 2006 - Série B, quando foi eliminado na semifinal ao perder duas vezes para o Corumbaense, por 1-0 (fora de casa) e 4-0 (em casa).
Classificado em 36º  lugar no Ranking - Brasil (MS), encontra-se atualmente afastado de competições de futebol profissional.